# Flaga stanowa Connecticut
Flaga stanowa Connecticut nawiązuje do sztandarów tego stanu w czasie wojny domowej. Herb nadał król Wielkiej Brytanii w dniu 25 października 1711. Trzy winorośle symbolizują trzy pierwsze osady (Hartford, Windsor i Wethersfield), które w 1639 roku utworzyły kolonię Connecticut. Dewiza znaczy: Kto przesadza – podtrzymuje.
Wprowadzona w 1895 roku, przyjęta 3 czerwca 1897. Proporcje 26:33.